# Renée Richards
Renée Richards, nascida Richard Raskind (Nova Iorque, 19 de agosto de 1934) é uma oftalmologista norte-americana e ex-tenista que competiu no circuito profissional na década de 1970 e se tornou amplamente conhecida após a afirmação médica de homem para mulher, quando lutou para competir como mulher no US Open de 1976.
A Associação de Tênis dos Estados Unidos começou a exigir triagem genética para jogadoras naquele ano. Richards desafiou essa política, e a Suprema Corte de Nova Iorque decidiu a seu favor, um caso histórico em direitos transgêneros. Entre os primeiros atletas profissionais a fazer a transição, ela se tornou uma porta-voz das pessoas transgênero nos esportes. Depois de se aposentar do jogo, ela treinou Martina Navratilova para dois títulos de  Wimbledon.

## Primeiros anos
Richards nasceu Richard Raskind em 19 de agosto de 1934, na cidade de Nova Iroque e foi criada, como ela disse, como "um bom menino judeu" em Forest Hills, Queens. Seu pai, David Raskind, era um cirurgião ortopédico, e sua mãe foi uma das primeiras psiquiatras mulheres nos Estados Unidos, além de ser professora na Universidade de Columbia.
Richards frequentou a Horace Mann School e se destacou como wide receiver no time de futebol americano, arremessadora no time de beisebol e nos times de tênis e natação. Suas habilidades no beisebol até levaram a um convite para se juntar ao New York Yankees, mas ela decidiu se concentrar no tênis. Após o ensino médio, Richards frequentou a Universidade de Yale e foi capitã do time masculino de tênis, e foi considerada por alguns como uma das melhores jogadoras de tênis universitárias do país. Depois de se formar em Yale, ela foi para o University of Rochester Medical Center e se especializou em oftalmologia, graduando-se em 1959 e fazendo um estágio de dois anos no Lenox Hill Hospital em Nova Iorque. Após um estágio, ela fez dois anos de residência no Manhattan Eye, Ear and Throat Hospital em Nova Iorque. Ela jogou tênis competitivo por um tempo e ficou em sexto lugar entre os 20 melhores homens com mais de 35 anos. Após um estágio e residência, ela se juntou à Marinha dos Estados Unidos para continuar o treinamento médico e jogou tênis na Marinha.  Enquanto servia na Marinha, ela venceu as partidas de simples e duplas no All Navy Championship, com um saque de mão esquerda muito eficaz. Durante esse tempo, ela chegou a ficar em quarto lugar na região.

## Transição de gênero
Durante a faculdade, Richards começou a se vestir como mulher, o que na época era considerado uma perversão, com o transexualismo classificado como uma forma de insanidade. Richards nomeou sua persona feminina "Renée", que em francês significa "renascido". Sua luta com a identidade de gênero criou confusão sexual, depressão e tendências suicidas. Ela começou a ver o Dr. Charles Ihlenfeld, um discípulo de Harry Benjamin que se especializou em endocrinologia, transexualismo e redesignação sexual. Ao ver Ihlenfeld, ela começou a receber injeções de hormônio com a esperança de longo prazo de uma mudança de vida. Em meados da década de 1960, ela viajou pela Europa vestida de mulher, com a intenção de ir ao Norte da África para ver Georges Burou, um famoso cirurgião ginecológico da Clinique Parc em Casablanca, Marrocos, sobre a cirurgia de redesignação sexual ; no entanto, ela finalmente decidiu contra isso e voltou para Nova Iorque. Richards casou-se com a modelo Barbara Mole em junho de 1970 e juntos tiveram um filho, Nicholas, em 1972. Eles se divorciaram em 1975.
No início da década de 1970, Richards decidiu se submeter a uma redesignação sexual e foi encaminhado ao cirurgião Roberto C. Granato Sr. por Harry Benjamin, realizando a transição com sucesso em 1975. (Granato havia atuado na Argentina na década de 1950, mas mudou seu consultório para Nova York na década de 1960.) Após a cirurgia, Richards foi para Newport Beach, Califórnia, e começou a trabalhar como oftalmologista em consultório com outro médico.

## Caso judicial
Em 1976, a mudança de gênero de Richards foi revelada pelo âncora de TV local Richard Carlson, pai de Tucker Carlson. Posteriormente, a United States Tennis Association (USTA), a Women's Tennis Association (WTA) e o United States Open Committee (USOC) exigiram que todas as competidoras verificassem seu sexo com um teste de corpo de Barr em seus cromossomos. Richards se inscreveu para jogar no US Open em 1976 como mulher, mas se recusou a fazer o teste e, portanto, não foi autorizada a competir no Open, em Wimbledon ou no Aberto da Itália no verão de 1976.
Richards então processou a United States Tennis Association (USTA), que administra o US Open, no tribunal estadual de Nova York, alegando discriminação por gênero em violação à Lei de Direitos Humanos de Nova Iorque. Ela afirmou que participar do torneio constituiria "uma aceitação de seu direito de ser mulher". Alguns membros da USTA sentiram que outros passariam por mudança de sexo para entrar no tênis feminino. A Sports Illustrated chamou Richards de um "espetáculo extraordinário" e caracterizou as reações a ela como "variando de espanto a suspeita, simpatia, ressentimento e, na maioria das vezes, confusão total". O USOC declarou que "há vantagem competitiva para um homem que passou por uma cirurgia de mudança de sexo como resultado de treinamento físico e desenvolvimento como homem". Richards finalmente concordou em fazer o teste corporal de Barr. Os resultados do teste foram ambíguos. Ela se recusou a tomá-lo novamente e foi impedida de jogar.
Em 16 de agosto de 1977, o juiz Alfred M. Ascione decidiu a favor de Richards. Ele decidiu: "Esta pessoa agora é uma mulher" e que exigir que Richards passasse no teste corporal de Barr era "grosseiramente injusto, discriminatório e injusto, e uma violação de seus direitos". Ele decidiu ainda que a USTA discriminou Richards intencionalmente e concedeu a Richards uma liminar contra a USTA e o USOC, permitindo-lhe jogar no US Open. Em 1º de setembro de 1977, Richards perdeu para Virginia Wade na primeira rodada da competição de simples. Em parceria com Betty Ann Stuart, Richards chegou à final em duplas; Richards e Stuart perderam a final para Martina Navratilova e Betty Stöve.

## Carreira no tênis após a transição
Após se mudar para a Califórnia, Richards jogou em competições regionais pelo seu clube local, o John Wayne Tennis Club, sob o nome de Renée Clark. No verão de 1976, ela entrou no La Jolla Tennis Championships, onde ela esmagou a competição, e seu saque único de mão esquerda foi reconhecido por Bob Perry, um jogador de turnê da UCLA. Seu amigo de longa data Gene Scott então a convidou para jogar em seu torneio profissional de tênis, o Tennis Week Open em South Orange, Nova Jersey. A USTA e a WTA então retiraram sua sanção para o Tennis Week Open e organizaram outro torneio; 25 dos 32 participantes desistiram do Tennis Week Open. Este foi apenas o começo dos problemas que Richards encontraria ao tentar jogar tênis feminino profissional, o que eventualmente a levou a processar a USTA e vencer.
Richards jogou profissionalmente de 1977 a 1981, quando se aposentou aos 47 anos. Ela foi classificada em 20.º lugar geral (em fevereiro de 1979), e sua classificação mais alta no final de um ano foi 22º (em 1977). Seu primeiro evento profissional como mulher foi o US Open de 1977. Seus maiores sucessos em quadra foram chegar à final de duplas em seu primeiro US Open em 1977, com Betty Ann Grubb Stuart – a dupla perdeu uma partida acirrada para Martina Navratilova e Betty Stöve – e vencer o simples feminino de 35 anos ou mais. Richards foi duas vezes semifinalista em duplas mistas, com Ilie Năstase, no US Open. Em 1979, ela derrotou Nancy Richey pelo título de simples de 35 anos ou mais no Open. Richards conquistou vitórias sobre Hana Mandlíková, Sylvia Hanika, Virginia Ruzici e Pam Shriver. Mais tarde, ela treinou Navratilova para duas vitórias em Wimbledon.
Richards foi introduzids no Hall da Fama do Tênis da USTA Eastern em 2000. Em 2 de agosto de 2013, Richards estava entre a primeira turma de introduzidos no Hall da Fama do Esporte Nacional Gay e Lésbico.
Desde então, Richards expressou ambivalência sobre seu legado e passou a acreditar que seu passado como homem lhe proporcionava vantagens sobre seus concorrentes, dizendo: "Tendo vivido os últimos 30 anos, sei que se tivesse feito uma cirurgia aos 22 anos e depois aos 24 tivesse entrado em turnê, nenhuma mulher genética no mundo teria sido capaz de chegar perto de mim. E então reconsiderei minha opinião."

## Aposentadoria
Após quatro anos jogando tênis, ela decidiu retornar à sua prática médica, que mudou para Park Avenue, em Nova Iorque. Ela então se tornou diretora cirurgiã de oftalmologia e chefe da clínica de músculos oculares no Manhattan Eye, Ear and Throat Hospital. Além disso, ela atuou no conselho editorial do Journal of Pediatric Ophthalmology and Strabismus. Ela agora mora em uma pequena cidade ao norte da cidade de Nova Iorque com sua companheira e assistente platônica, Arleen Larzelere.
Em 2014, uma raquete de madeira usada por ela foi doada ao Museu Nacional de História Americana, que faz parte do Smithsonian.

## Filmes e livros
Em 1983, Richards publicou uma autobiografia, Second Serve, e em 2007, uma segunda, No Way Renée: The Second Half of My Notorious Life, na qual ela expressa arrependimento sobre o tipo de fama que veio com ela sendo transgênero, embora ela tenha dito em 2007 que não se arrependia de passar pelo processo de redesignação sexual em si. Em 2021, Richards continuou sua autobiografia com Diary 1999: An Eye-Opening Medical Memoir. A primeira autobiografia de Richards serviu de base para o filme Second Serve. Renée é um documentário de 2011 sobre Richards dirigido por Eric Drath. O filme foi um dos filmes âncora do Festival de Cinema de Tribeca de 2011 e o documentário estreou na ESPN em 4 de outubro de 2011.

## Cronograma de apresentações do Grand Slam
| V | F | SF | QF | #R | RR | Q# | P# | NQ | NP | Z# | PO | O | P | B | NTM | NTI | A | NO |

 •  (V) vencedor; (F) finalista; (SF) semifinalista; (QF) quartas de final; (#R) rodada 4, 3, 2, 1; (RR) round-robin; (Q#) rodada qualificatória; (P#) rodada preliminar; (NQ) não qualificado; (NP) não participou; (Z#) grupo zonal da Davis/Fed Cup (com número indicativo) ou (PO) play-off; (O) ouro, (P) prata ou (B) bronze medalha Olímpica/Paralímpica; (NTM) não é torneio Masters; (NTI) não é torneio nível I; (A) adiado; (NO) não ocorreu; (TS) taxa de sucesso (eventos vencidos / participados); (V–P) jogos vencidos-perdidos.
 •  Para evitar confusões e contagem em duplicidade, esses quadros são atualizados após a conclusão de um torneio ou quando a participação de um jogador termina.
Nota: O Aberto da Austrália foi realizado duas vezes em 1977, em janeiro e dezembro

### Simples masculino
| Torneio             | 1953  | 1954  | 1955  | 1956  | 1957  | 1958  | 1959  | 1960  | Carreira SR |
| ------------------- | ----- | ----- | ----- | ----- | ----- | ----- | ----- | ----- | ----------- |
| Aberto da Austrália | A     | A     | A     | A     | A     | A     | A     | A     | 0 / 0       |
| Roland Garros       | A     | A     | A     | A     | A     | A     | A     | A     | 0 / 0       |
| Wimbledon           | A     | A     | A     | A     | A     | A     | A     | A     | 0 / 0       |
| Aberto dos EUA      | 1R    | A     | 2R    | 1R    | 2R    | A     | A     | 1R    | 0/5         |
| SR                  | 0 / 1 | 0 / 0 | 0 / 1 | 0 / 1 | 0 / 1 | 0 / 0 | 0 / 0 | 0 / 1 | 0/5         |

### Simples feminino
| Torneio             | 1977  | 1978  | 1979  | 1980  | 1981  | Carreira SR |
| ------------------- | ----- | ----- | ----- | ----- | ----- | ----------- |
| Aberto da Austrália | A     | A     | A     | A     | A     | 0 / 0       |
| Aberto da França    | A     | A     | A     | A     | A     | 0 / 0       |
| Wimbledon           | A     | A     | A     | A     | A     | 0 / 0       |
| US Open             | 1R    | 1R    | 3R    | 2R    | 1R    | 0/5         |
| SR                  | 0 / 1 | 0 / 1 | 0 / 1 | 0 / 1 | 0 / 1 | 0/5         |

### Duplas femininas
| Torneio             | 1977  | 1978  | 1979  | 1980  | 1981  | Carreira SR |
| ------------------- | ----- | ----- | ----- | ----- | ----- | ----------- |
| Aberto da Austrália | A     | A     | A     | A     | A     | 0 / 0       |
| Aberto da França    | A     | A     | A     | A     | A     | 0 / 0       |
| Wimbledon           | A     | A     | A     | A     | A     | 0 / 0       |
| US Open             | F     | 2R    | A     | 3R    | 3R    | 0 / 4       |
| SR                  | 0 / 1 | 0 / 1 | 0 / 0 | 0 / 1 | 0 / 1 | 0 / 4       |

### Duplas mistas
| Torneio             | 1977  | 1978  | 1979  | 1980  | 1981  | Carreira SR |
| ------------------- | ----- | ----- | ----- | ----- | ----- | ----------- |
| Aberto da Austrália | A     | A     | A     | A     | A     | 0 / 0       |
| Aberto da França    | A     | A     | A     | A     | A     | 0 / 0       |
| Wimbledon           | A     | A     | A     | A     | A     | 0 / 0       |
| US open             | A     | 3R    | SF    | 1R    | A     | 0 / 3       |
| SR                  | 0 / 0 | 0 / 1 | 0 / 1 | 0 / 1 | 0 / 0 | 0 / 3       |

## Prêmios e honrarias
- 2000 - Incluída no USTA Eastern Tennis Hall of Fame.[34]